# Eleições legislativas portuguesas de 1999 no distrito de Faro
| Eleições legislativas portuguesas de 1999 Distritos: Aveiro \| Beja \| Braga \| Bragança \| Castelo Branco \| Coimbra \| Évora \| Faro \| Guarda \| Leiria \| Lisboa \| Portalegre \| Porto \| Santarém \| Setúbal \| Viana do Castelo \| Vila Real \| Viseu \| Açores \| Madeira \| Estrangeiro |

## Resultados por Concelho
Os resultados nos concelhos do Distrito de Faro foram os seguintes:

### Albufeira
| Partido                 | Partido                        | Votos  | %               | +/-  |
| ----------------------- | ------------------------------ | ------ | --------------- | ---- |
|                         | Partido Socialista             | 5 206  | 46,12 / 100,00  | 2,13 |
|                         | Partido Social Democrata       | 3 754  | 33,25 / 100,00  | 0,41 |
|                         | Partido Popular                | 902    | 7,99 / 100,00   | 0,91 |
|                         | Coligação Democrática Unitária | 726    | 6,43 / 100,00   | 1,17 |
|                         | Bloco de Esquerda              | 213    | 1,89 / 100,00   | Novo |
|                         | PCTP/MRPP                      | 122    | 1,08 / 100,00   | 0,33 |
|                         | Outros                         | 74     | 0,66 / 100,00   |      |
| Votos Inválidos         | Votos Inválidos                | 292    | 2,58 / 100,00   | 0,22 |
| Total                   | Total                          | 11 289 | 100,00 / 100,00 |      |
| Eleitorado/Participação | Eleitorado/Participação        | 20 751 | 54,40 / 100,00  | 5,20 |

| Freguesia     | %     | %     | %    | %    | %    | %    | Votantes |
| Freguesia     | PS    | PSD   | PP   | CDU  | BE   | PCTP | Votantes |
| ------------- | ----- | ----- | ---- | ---- | ---- | ---- | -------- |
| Albufeira     | 42,44 | 35,65 | 7,62 | 7,67 | 2,52 | 1,01 | 5 669    |
| Ferreiras     | 53,96 | 25,86 | 9,14 | 5,18 | 1,11 | 1,28 | 1 794    |
| Guia          | 50,37 | 34,15 | 6,63 | 3,44 | 1,31 | 0,57 | 1 221    |
| Olhos de Água | 45,63 | 34,72 | 8,48 | 5,95 | 1,62 | 1,17 | 1 109    |
| Paderne       | 47,53 | 31,22 | 8,76 | 6,02 | 1,07 | 1,47 | 1 496    |
| Albufeira     | 46,12 | 33,25 | 7,99 | 6,43 | 1,89 | 1,08 | 11 289   |

### Alcoutim
| Partido                 | Partido                        | Votos | %               | +/-  |
| ----------------------- | ------------------------------ | ----- | --------------- | ---- |
|                         | Partido Socialista             | 1 182 | 49,85 / 100,00  | 2,68 |
|                         | Partido Social Democrata       | 862   | 36,36 / 100,00  | 3,94 |
|                         | Coligação Democrática Unitária | 155   | 6,54 / 100,00   | 0,21 |
|                         | Partido Popular                | 72    | 3,04 / 100,00   | 0,15 |
|                         | PCTP/MRPP                      | 29    | 1,22 / 100,00   | 0,27 |
|                         | Outros                         | 25    | 1,06 / 100,00   |      |
| Votos Inválidos         | Votos Inválidos                | 46    | 1,94 / 100,00   | 0,33 |
| Total                   | Total                          | 2 371 | 100,00 / 100,00 |      |
| Eleitorado/Participação | Eleitorado/Participação        | 3 908 | 60,67 / 100,00  | 4,17 |

| Freguesia    | %     | %     | %     | %    | %    | Votantes |
| Freguesia    | PS    | PSD   | CDU   | PP   | PCTP | Votantes |
| ------------ | ----- | ----- | ----- | ---- | ---- | -------- |
| Alcoutim     | 57,62 | 30,77 | 6,39  | 1,60 | 0,58 | 689      |
| Giões        | 52,21 | 26,55 | 14,60 | 2,21 | 2,21 | 226      |
| Martim Longo | 39,37 | 46,50 | 6,52  | 3,99 | 0,85 | 828      |
| Pereiro      | 54,04 | 30,30 | 6,06  | 4,04 | 3,03 | 198      |
| Vaqueiros    | 54,42 | 33,72 | 2,79  | 3,49 | 1,63 | 430      |
| Alcoutim     | 49,85 | 36,36 | 6,54  | 3,04 | 1,22 | 2 371    |

### Aljezur
| Partido                 | Partido                        | Votos | %               | +/-  |
| ----------------------- | ------------------------------ | ----- | --------------- | ---- |
|                         | Partido Socialista             | 1 410 | 52,01 / 100,00  | 4,61 |
|                         | Partido Social Democrata       | 529   | 19,51 / 100,00  | 2,62 |
|                         | Coligação Democrática Unitária | 368   | 13,57 / 100,00  | 2,17 |
|                         | Partido Popular                | 178   | 6,57 / 100,00   | 0,53 |
|                         | PCTP/MRPP                      | 68    | 2,51 / 100,00   | 0,49 |
|                         | Bloco de Esquerda              | 46    | 1,70 / 100,00   | Novo |
|                         | Movimento Partido da Terra     | 27    | 1,00 / 100,00   | 0,52 |
| Votos Inválidos         | Votos Inválidos                | 85    | 3,13 / 100,00   | 0,37 |
| Total                   | Total                          | 2 711 | 100,00 / 100,00 |      |
| Eleitorado/Participação | Eleitorado/Participação        | 4 665 | 58,11 / 100,00  | 4,95 |

| Freguesia | %     | %     | %     | %    | %    | %    | %    | Votantes |
| Freguesia | PS    | PSD   | CDU   | PP   | PCTP | BE   | MPT  | Votantes |
| --------- | ----- | ----- | ----- | ---- | ---- | ---- | ---- | -------- |
| Aljezur   | 51,93 | 23,17 | 11,43 | 6,46 | 1,81 | 1,42 | 1,02 | 1 269    |
| Bordeira  | 41,30 | 28,74 | 16,19 | 9,31 | 2,02 | 0,81 | 0,40 | 247      |
| Odeceixe  | 51,88 | 11,09 | 21,24 | 5,45 | 3,76 | 2,82 | 0,94 | 532      |
| Rogil     | 56,26 | 15,84 | 10,56 | 6,64 | 3,02 | 1,66 | 1,21 | 663      |
| Aljezur   | 52,01 | 19,51 | 13,57 | 6,57 | 2,51 | 1,70 | 1,00 | 2 711    |

### Castro Marim
| Partido                 | Partido                        | Votos | %               | +/-  |
| ----------------------- | ------------------------------ | ----- | --------------- | ---- |
|                         | Partido Socialista             | 2 022 | 56,73 / 100,00  | 1,93 |
|                         | Partido Social Democrata       | 996   | 27,95 / 100,00  | 0,85 |
|                         | Coligação Democrática Unitária | 183   | 5,13 / 100,00   | 0,57 |
|                         | Partido Popular                | 164   | 4,60 / 100,00   | 0,24 |
|                         | Bloco de Esquerda              | 39    | 1,09 / 100,00   | Novo |
|                         | PCTP/MRPP                      | 37    | 1,04 / 100,00   | 0,31 |
|                         | Outros                         | 19    | 0,53 / 100,00   |      |
| Votos Inválidos         | Votos Inválidos                | 104   | 2,92 / 100,00   | 0,64 |
| Total                   | Total                          | 3 564 | 100,00 / 100,00 |      |
| Eleitorado/Participação | Eleitorado/Participação        | 6 062 | 58,79 / 100,00  | 8,66 |

| Freguesia    | %     | %     | %    | %    | %    | %    | Votantes |
| Freguesia    | PS    | PSD   | CDU  | PP   | BE   | PCTP | Votantes |
| ------------ | ----- | ----- | ---- | ---- | ---- | ---- | -------- |
| Altura       | 61,11 | 21,79 | 6,75 | 5,34 | 1,20 | 0,87 | 918      |
| Azinhal      | 46,65 | 38,46 | 3,72 | 4,71 | 0,74 | 0,99 | 403      |
| Castro Marim | 59,21 | 25,77 | 5,24 | 4,35 | 1,47 | 1,02 | 1 564    |
| Odeleite     | 51,10 | 35,05 | 3,53 | 4,12 | 0,29 | 1,33 | 679      |
| Castro Marim | 56,73 | 27,95 | 5,13 | 4,60 | 1,09 | 1,04 | 3 564    |

### Faro
| Partido                 | Partido                        | Votos  | %               | +/-  |
| ----------------------- | ------------------------------ | ------ | --------------- | ---- |
|                         | Partido Socialista             | 12 567 | 46,03 / 100,00  | 2,71 |
|                         | Partido Social Democrata       | 7 858  | 28,78 / 100,00  | 0,30 |
|                         | Coligação Democrática Unitária | 2 629  | 9,63 / 100,00   | 1,13 |
|                         | Partido Popular                | 2 148  | 7,87 / 100,00   | 1,85 |
|                         | Bloco de Esquerda              | 966    | 3,54 / 100,00   | Novo |
|                         | Outros                         | 443    | 1,62 / 100,00   |      |
| Votos Inválidos         | Votos Inválidos                | 690    | 2,53 / 100,00   | 0,63 |
| Total                   | Total                          | 27 301 | 100,00 / 100,00 |      |
| Eleitorado/Participação | Eleitorado/Participação        | 46 967 | 58,13 / 100,00  | 6,17 |

| Freguesia             | %     | %     | %     | %    | %    | Votantes |
| Freguesia             | PS    | PSD   | CDU   | PP   | BE   | Votantes |
| --------------------- | ----- | ----- | ----- | ---- | ---- | -------- |
| Conceição             | 45,13 | 32,55 | 8,41  | 8,53 | 1,27 | 1 653    |
| Estoi                 | 45,28 | 30,59 | 7,11  | 9,64 | 1,66 | 1 504    |
| Faro (São Pedro)      | 47,81 | 27,18 | 9,37  | 7,87 | 3,54 | 6 605    |
| Faro (Sé)             | 44,74 | 28,89 | 10,09 | 8,10 | 4,25 | 13 681   |
| Montenegro            | 49,61 | 28,99 | 7,09  | 6,81 | 3,41 | 2 173    |
| Santa Bárbara de Nexe | 46,47 | 28,61 | 13,59 | 5,10 | 1,84 | 1 685    |
| Faro                  | 46,03 | 28,78 | 9,63  | 7,87 | 3,54 | 27 301   |

### Lagoa
| Partido                 | Partido                        | Votos  | %               | +/-  |
| ----------------------- | ------------------------------ | ------ | --------------- | ---- |
|                         | Partido Socialista             | 4 455  | 50,85 / 100,00  | 0,53 |
|                         | Partido Social Democrata       | 2 589  | 29,55 / 100,00  | 0,64 |
|                         | Partido Popular                | 633    | 7,23 / 100,00   | 0,61 |
|                         | Coligação Democrática Unitária | 627    | 7,16 / 100,00   | 0,01 |
|                         | Bloco de Esquerda              | 128    | 1,46 / 100,00   | Novo |
|                         | PCTP/MRPP                      | 89     | 1,02 / 100,00   | 0,06 |
|                         | Outros                         | 52     | 0,59 / 100,00   |      |
| Votos Inválidos         | Votos Inválidos                | 188    | 2,15 / 100,00   | 0,28 |
| Total                   | Total                          | 8 761  | 100,00 / 100,00 |      |
| Eleitorado/Participação | Eleitorado/Participação        | 14 717 | 59,53 / 100,00  | 7,94 |

| Freguesia | %     | %     | %    | %    | %    | %    | Votantes |
| Freguesia | PS    | PSD   | PP   | CDU  | BE   | PCTP | Votantes |
| --------- | ----- | ----- | ---- | ---- | ---- | ---- | -------- |
| Carvoeiro | 46,88 | 36,75 | 7,46 | 4,01 | 1,11 | 0,67 | 898      |
| Estômbar  | 56,16 | 23,36 | 6,20 | 9,40 | 1,69 | 1,09 | 2 192    |
| Ferragudo | 59,92 | 19,94 | 5,81 | 7,72 | 2,10 | 1,30 | 998      |
| Lagoa     | 43,90 | 37,76 | 7,34 | 5,91 | 1,47 | 0,68 | 2 656    |
| Parchal   | 56,27 | 20,26 | 8,49 | 9,40 | 1,38 | 1,53 | 1 308    |
| Porches   | 42,74 | 39,49 | 9,31 | 3,95 | 0,42 | 1,13 | 709      |
| Lagoa     | 50,85 | 29,55 | 7,23 | 7,16 | 1,46 | 1,02 | 8 761    |

### Lagos
| Partido                 | Partido                        | Votos  | %               | +/-  |
| ----------------------- | ------------------------------ | ------ | --------------- | ---- |
|                         | Partido Socialista             | 6 384  | 53,53 / 100,00  | 1,44 |
|                         | Partido Social Democrata       | 2 713  | 22,75 / 100,00  | 0,99 |
|                         | Coligação Democrática Unitária | 1 170  | 9,81 / 100,00   | 0,57 |
|                         | Partido Popular                | 848    | 7,11 / 100,00   | 2,03 |
|                         | Bloco de Esquerda              | 322    | 2,70 / 100,00   | Novo |
|                         | PCTP/MRPP                      | 145    | 1,22 / 100,00   | 0,13 |
|                         | Outros                         | 73     | 0,61 / 100,00   |      |
| Votos Inválidos         | Votos Inválidos                | 271    | 2,27 / 100,00   | 0,07 |
| Total                   | Total                          | 11 926 | 100,00 / 100,00 |      |
| Eleitorado/Participação | Eleitorado/Participação        | 19 718 | 60,48 / 100,00  | 7,91 |

| Freguesia             | %     | %     | %     | %    | %    | %    | Votantes |
| Freguesia             | PS    | PSD   | CDU   | PP   | BE   | PCTP | Votantes |
| --------------------- | ----- | ----- | ----- | ---- | ---- | ---- | -------- |
| Barão de São João     | 50,14 | 24,38 | 10,53 | 6,65 | 2,22 | 0,83 | 361      |
| Bensafrim             | 62,77 | 17,26 | 9,10  | 5,03 | 1,90 | 1,49 | 736      |
| Lagos (Santa Maria)   | 45,67 | 29,25 | 7,72  | 9,37 | 4,17 | 0,91 | 2 851    |
| Lagos (São Sebastião) | 54,56 | 21,11 | 11,25 | 6,42 | 2,45 | 1,31 | 5 638    |
| Luz                   | 58,18 | 21,57 | 8,14  | 6,72 | 2,18 | 1,14 | 1 057    |
| Odiáxere              | 58,30 | 19,17 | 9,74  | 6,78 | 1,56 | 1,48 | 1 283    |
| Lagos                 | 53,53 | 22,75 | 9,81  | 7,11 | 2,70 | 1,22 | 11 926   |

### Loulé
| Partido                 | Partido                        | Votos  | %               | +/-  |
| ----------------------- | ------------------------------ | ------ | --------------- | ---- |
|                         | Partido Socialista             | 11 645 | 44,75 / 100,00  | 0,12 |
|                         | Partido Social Democrata       | 9 564  | 36,75 / 100,00  | 1,43 |
|                         | Partido Popular                | 2 049  | 7,87 / 100,00   | 0,48 |
|                         | Coligação Democrática Unitária | 1 144  | 4,40 / 100,00   | 0,56 |
|                         | Bloco de Esquerda              | 519    | 1,99 / 100,00   | Novo |
|                         | Outros                         | 399    | 1,53 / 100,00   |      |
| Votos Inválidos         | Votos Inválidos                | 705    | 2,70 / 100,00   | 0,32 |
| Total                   | Total                          | 26 025 | 100,00 / 100,00 |      |
| Eleitorado/Participação | Eleitorado/Participação        | 46 738 | 55,68 / 100,00  | 7,26 |

| Freguesia             | %     | %     | %    | %    | %    | Votantes |
| Freguesia             | PS    | PSD   | PP   | CDU  | BE   | Votantes |
| --------------------- | ----- | ----- | ---- | ---- | ---- | -------- |
| Almancil              | 45,03 | 36,76 | 8,27 | 4,57 | 1,00 | 3 109    |
| Alte                  | 53,47 | 29,22 | 5,68 | 5,23 | 1,17 | 1 109    |
| Ameixial              | 41,95 | 49,79 | 3,18 | 1,06 | 0,21 | 472      |
| Benafim               | 40,13 | 43,89 | 6,74 | 3,61 | 1,41 | 638      |
| Boliqueime            | 35,29 | 47,06 | 7,76 | 3,29 | 1,13 | 2 125    |
| Loulé (São Clemente)  | 47,73 | 32,09 | 7,74 | 5,49 | 2,69 | 6 727    |
| Loulé (São Sebastião) | 39,38 | 43,59 | 7,75 | 4,08 | 1,59 | 3 136    |
| Quarteira             | 44,82 | 34,43 | 9,95 | 4,37 | 2,64 | 5 768    |
| Querença              | 50,54 | 36,78 | 4,35 | 2,90 | 2,17 | 552      |
| Salir                 | 47,95 | 35,52 | 6,40 | 3,83 | 1,59 | 1 827    |
| Tôr                   | 46,62 | 38,79 | 4,80 | 1,96 | 3,02 | 562      |
| Loulé                 | 44,75 | 36,75 | 7,87 | 4,40 | 1,99 | 26 025   |

### Monchique
| Partido                 | Partido                        | Votos | %               | +/-  |
| ----------------------- | ------------------------------ | ----- | --------------- | ---- |
|                         | Partido Socialista             | 2 284 | 51,65 / 100,00  | 0,84 |
|                         | Partido Social Democrata       | 1 352 | 30,57 / 100,00  | 2,21 |
|                         | Coligação Democrática Unitária | 307   | 6,94 / 100,00   | 1,01 |
|                         | Partido Popular                | 217   | 4,91 / 100,00   | 0,07 |
|                         | Bloco de Esquerda              | 63    | 1,42 / 100,00   | Novo |
|                         | PCTP/MRPP                      | 59    | 1,33 / 100,00   | 0,55 |
|                         | Outros                         | 20    | 0,45 / 100,00   |      |
| Votos Inválidos         | Votos Inválidos                | 120   | 2,71 / 100,00   | 0,12 |
| Total                   | Total                          | 4 422 | 100,00 / 100,00 |      |
| Eleitorado/Participação | Eleitorado/Participação        | 6 583 | 67,17 / 100,00  | 2,64 |

| Freguesia | %     | %     | %    | %    | %    | %    | Votantes |
| Freguesia | PS    | PSD   | CDU  | PP   | BE   | PCTP | Votantes |
| --------- | ----- | ----- | ---- | ---- | ---- | ---- | -------- |
| Alferce   | 48,46 | 38,38 | 4,76 | 3,64 | 0,84 | 1,40 | 357      |
| Marmelete | 45,52 | 39,16 | 3,47 | 5,78 | 1,01 | 0,72 | 692      |
| Monchique | 53,25 | 27,99 | 7,89 | 4,86 | 1,57 | 1,45 | 3 373    |
| Monchique | 51,65 | 30,57 | 6,94 | 4,91 | 1,42 | 1,33 | 4 422    |

### Olhão
| Partido                 | Partido                        | Votos  | %               | +/-  |
| ----------------------- | ------------------------------ | ------ | --------------- | ---- |
|                         | Partido Socialista             | 8 073  | 48,36 / 100,00  | 0,47 |
|                         | Partido Social Democrata       | 4 578  | 27,43 / 100,00  | 0,92 |
|                         | Partido Popular                | 1 595  | 9,56 / 100,00   | 1,20 |
|                         | Coligação Democrática Unitária | 1 338  | 8,02 / 100,00   | 0,63 |
|                         | Bloco de Esquerda              | 332    | 1,99 / 100,00   | Novo |
|                         | PCTP/MRPP                      | 248    | 1,49 / 100,00   | 0,50 |
|                         | Outros                         | 130    | 0,78 / 100,00   |      |
| Votos Inválidos         | Votos Inválidos                | 398    | 2,38 / 100,00   | 0,51 |
| Total                   | Total                          | 16 692 | 100,00 / 100,00 |      |
| Eleitorado/Participação | Eleitorado/Participação        | 31 563 | 52,88 / 100,00  | 7,29 |

| Freguesia    | %     | %     | %     | %     | %    | %    | Votantes |
| Freguesia    | PS    | PSD   | PP    | CDU   | BE   | PCTP | Votantes |
| ------------ | ----- | ----- | ----- | ----- | ---- | ---- | -------- |
| Fuseta       | 55,93 | 20,95 | 7,91  | 10,28 | 1,71 | 1,19 | 1 518    |
| Moncarapacho | 44,68 | 34,52 | 9,45  | 5,01  | 1,38 | 1,06 | 2 836    |
| Olhão        | 47,95 | 27,31 | 10,15 | 7,98  | 2,15 | 1,54 | 6 603    |
| Pechão       | 44,28 | 25,92 | 9,09  | 11,34 | 2,34 | 2,16 | 1 111    |
| Quelfes      | 49,72 | 25,74 | 9,43  | 8,37  | 2,14 | 1,60 | 4 624    |
| Olhão        | 48,36 | 27,43 | 9,56  | 8,02  | 1,99 | 1,49 | 16 692   |

### Portimão
| Partido                 | Partido                        | Votos  | %               | +/-  |
| ----------------------- | ------------------------------ | ------ | --------------- | ---- |
|                         | Partido Socialista             | 10 989 | 49,03 / 100,00  | 1,75 |
|                         | Partido Social Democrata       | 6 057  | 27,03 / 100,00  | 0,40 |
|                         | Partido Popular                | 1 907  | 8,51 / 100,00   | 1,54 |
|                         | Coligação Democrática Unitária | 1 878  | 8,38 / 100,00   | 0,62 |
|                         | Bloco de Esquerda              | 632    | 2,82 / 100,00   | Novo |
|                         | PCTP/MRPP                      | 235    | 1,05 / 100,00   | 0,25 |
|                         | Outros                         | 149    | 0,66 / 100,00   |      |
| Votos Inválidos         | Votos Inválidos                | 564    | 2,52 / 100,00   | 0,58 |
| Total                   | Total                          | 22 411 | 100,00 / 100,00 |      |
| Eleitorado/Participação | Eleitorado/Participação        | 37 106 | 60,40 / 100,00  | 5,18 |

| Freguesia          | %     | %     | %    | %    | %    | %    | Votantes |
| Freguesia          | PS    | PSD   | PP   | CDU  | BE   | PCTP | Votantes |
| ------------------ | ----- | ----- | ---- | ---- | ---- | ---- | -------- |
| Alvor              | 55,28 | 20,45 | 7,45 | 9,99 | 2,17 | 1,41 | 2 122    |
| Mexilhoeira Grande | 63,39 | 18,48 | 5,09 | 6,82 | 1,04 | 1,93 | 2 024    |
| Portimão           | 46,72 | 28,74 | 9,01 | 8,37 | 3,09 | 0,91 | 18 265   |
| Portimão           | 49,03 | 27,03 | 8,51 | 8,38 | 2,82 | 1,05 | 22 411   |

### São Brás de Alportel
| Partido                 | Partido                        | Votos | %               | +/-  |
| ----------------------- | ------------------------------ | ----- | --------------- | ---- |
|                         | Partido Socialista             | 2 118 | 48,16 / 100,00  | 2,22 |
|                         | Partido Social Democrata       | 1 458 | 33,15 / 100,00  | 0,61 |
|                         | Partido Popular                | 302   | 6,87 / 100,00   | 1,56 |
|                         | Coligação Democrática Unitária | 260   | 5,91 / 100,00   | 0,39 |
|                         | Bloco de Esquerda              | 79    | 1,80 / 100,00   | Novo |
|                         | Outros                         | 63    | 1,44 / 100,00   |      |
| Votos Inválidos         | Votos Inválidos                | 118   | 2,68 / 100,00   | 0,04 |
| Total                   | Total                          | 4 398 | 100,00 / 100,00 |      |
| Eleitorado/Participação | Eleitorado/Participação        | 7 449 | 59,04 / 100,00  | 6,54 |

| Freguesia            | %     | %     | %    | %    | %    | Votantes |
| Freguesia            | PS    | PSD   | PP   | CDU  | BE   | Votantes |
| -------------------- | ----- | ----- | ---- | ---- | ---- | -------- |
| São Brás de Alportel | 48,16 | 33,15 | 6,87 | 5,91 | 1,80 | 4 398    |
| São Brás de Alportel | 48,16 | 33,15 | 6,87 | 5,91 | 1,80 | 4 398    |

### Silves
| Partido                 | Partido                        | Votos  | %               | +/-  |
| ----------------------- | ------------------------------ | ------ | --------------- | ---- |
|                         | Partido Socialista             | 7 619  | 48,09 / 100,00  | 0,25 |
|                         | Partido Social Democrata       | 4 569  | 28,84 / 100,00  | 1,45 |
|                         | Coligação Democrática Unitária | 1 799  | 11,35 / 100,00  | 0,51 |
|                         | Partido Popular                | 799    | 5,04 / 100,00   | 1,14 |
|                         | Bloco de Esquerda              | 278    | 1,75 / 100,00   | Novo |
|                         | PCTP/MRPP                      | 239    | 1,51 / 100,00   | 0,18 |
|                         | Outros                         | 116    | 0,73 / 100,00   |      |
| Votos Inválidos         | Votos Inválidos                | 425    | 2,68 / 100,00   | 0,13 |
| Total                   | Total                          | 15 844 | 100,00 / 100,00 |      |
| Eleitorado/Participação | Eleitorado/Participação        | 27 348 | 57,93 / 100,00  | 6,43 |

| Freguesia                  | %     | %     | %     | %    | %    | %    | Votantes |
| Freguesia                  | PS    | PSD   | CDU   | PP   | BE   | PCTP | Votantes |
| -------------------------- | ----- | ----- | ----- | ---- | ---- | ---- | -------- |
| Alcantarilha               | 51,92 | 27,27 | 6,84  | 7,59 | 1,12 | 1,41 | 1 067    |
| Algoz                      | 51,65 | 30,59 | 5,92  | 4,69 | 1,84 | 1,31 | 1 301    |
| Armação de Pêra            | 43,41 | 40,84 | 4,88  | 6,65 | 1,34 | 0,55 | 1 638    |
| Pêra                       | 45,58 | 33,08 | 8,33  | 6,06 | 1,52 | 1,39 | 792      |
| São Bartolomeu de Messines | 49,82 | 29,24 | 10,57 | 3,87 | 1,21 | 1,75 | 4 059    |
| São Marcos da Serra        | 52,79 | 26,51 | 10,62 | 2,85 | 0,88 | 2,63 | 913      |
| Silves                     | 46,09 | 24,50 | 16,92 | 5,32 | 2,38 | 1,53 | 5 285    |
| Tunes                      | 48,29 | 28,52 | 10,52 | 4,56 | 3,17 | 1,39 | 789      |
| Silves                     | 48,09 | 28,84 | 11,35 | 5,04 | 1,75 | 1,51 | 15 844   |

### Tavira
| Partido                 | Partido                        | Votos  | %               | +/-  |
| ----------------------- | ------------------------------ | ------ | --------------- | ---- |
|                         | Partido Socialista             | 6 016  | 49,81 / 100,00  | 1,64 |
|                         | Partido Social Democrata       | 3 847  | 31,85 / 100,00  | 1,77 |
|                         | Partido Popular                | 684    | 5,66 / 100,00   | 1,94 |
|                         | Coligação Democrática Unitária | 674    | 5,58 / 100,00   | 0,90 |
|                         | Bloco de Esquerda              | 251    | 2,08 / 100,00   | Novo |
|                         | PCTP/MRPP                      | 144    | 1,19 / 100,00   | 0,41 |
|                         | Outros                         | 101    | 0,84 / 100,00   |      |
| Votos Inválidos         | Votos Inválidos                | 361    | 2,99 / 100,00   | 0,06 |
| Total                   | Total                          | 12 078 | 100,00 / 100,00 |      |
| Eleitorado/Participação | Eleitorado/Participação        | 20 600 | 58,63 / 100,00  | 4,29 |

| Freguesia                        | %     | %     | %    | %    | %    | %    | Votantes |
| Freguesia                        | PS    | PSD   | PP   | CDU  | BE   | PCTP | Votantes |
| -------------------------------- | ----- | ----- | ---- | ---- | ---- | ---- | -------- |
| Cabanas de Tavira                | 58,33 | 20,12 | 5,49 | 6,91 | 5,28 | 1,42 | 492      |
| Cachopo                          | 42,32 | 46,52 | 4,64 | 1,01 | 0,43 | 1,45 | 690      |
| Conceição de Tavira              | 56,03 | 24,71 | 4,71 | 5,00 | 1,76 | 2,06 | 680      |
| Luz de Tavira                    | 50,35 | 30,28 | 7,48 | 5,11 | 1,06 | 1,87 | 1 978    |
| Santa Catarina da Fonte do Bispo | 49,86 | 37,30 | 3,62 | 3,43 | 0,67 | 0,76 | 1 051    |
| Santa Luzia                      | 55,43 | 23,48 | 5,68 | 8,46 | 2,40 | 1,26 | 792      |
| Santo Estêvão                    | 52,96 | 28,16 | 3,68 | 7,36 | 1,28 | 1,76 | 625      |
| Tavira (Santa Maria)             | 49,28 | 32,34 | 5,50 | 5,91 | 2,44 | 0,86 | 2 910    |
| Tavira (Santiago)                | 46,57 | 33,74 | 6,26 | 6,19 | 2,94 | 0,77 | 2 860    |
| Tavira                           | 49,81 | 31,85 | 5,66 | 5,58 | 2,08 | 1,19 | 12 078   |

### Vila do Bispo
| Partido                 | Partido                        | Votos | %               | +/-  |
| ----------------------- | ------------------------------ | ----- | --------------- | ---- |
|                         | Partido Socialista             | 1 454 | 54,70 / 100,00  | 1,58 |
|                         | Partido Social Democrata       | 647   | 24,34 / 100,00  | 1,36 |
|                         | Coligação Democrática Unitária | 226   | 8,50 / 100,00   | 0,80 |
|                         | Partido Popular                | 170   | 6,40 / 100,00   | 1,37 |
|                         | Bloco de Esquerda              | 49    | 1,84 / 100,00   | Novo |
|                         | PCTP/MRPP                      | 44    | 1,66 / 100,00   | 0,48 |
|                         | Outros                         | 14    | 0,53 / 100,00   |      |
| Votos Inválidos         | Votos Inválidos                | 54    | 2,03 / 100,00   | 0,85 |
| Total                   | Total                          | 2 658 | 100,00 / 100,00 |      |
| Eleitorado/Participação | Eleitorado/Participação        | 4 461 | 59,58 / 100,00  | 6,70 |

| Freguesia           | %     | %     | %     | %    | %    | %    | Votantes |
| Freguesia           | PS    | PSD   | CDU   | PP   | BE   | PCTP | Votantes |
| ------------------- | ----- | ----- | ----- | ---- | ---- | ---- | -------- |
| Barão de São Miguel | 56,28 | 25,14 | 6,56  | 2,19 | 4,37 | 1,64 | 183      |
| Budens              | 57,36 | 20,44 | 7,90  | 7,63 | 1,91 | 1,77 | 734      |
| Raposeira           | 54,68 | 29,86 | 4,68  | 6,83 | 0,72 | 1,44 | 278      |
| Sagres              | 53,51 | 26,05 | 8,97  | 6,59 | 1,41 | 1,30 | 925      |
| Vila do Bispo       | 52,60 | 23,61 | 11,15 | 5,58 | 2,23 | 2,23 | 538      |
| Vila do Bispo       | 54,70 | 24,34 | 8,50  | 6,40 | 1,84 | 1,66 | 2 658    |

### Vila Real de Santo António
| Partido                 | Partido                        | Votos  | %               | +/-     |
| ----------------------- | ------------------------------ | ------ | --------------- | ------- |
|                         | Partido Socialista             | 3 738  | 48,14 / 100,00  | 2,89    |
|                         | Partido Social Democrata       | 1 723  | 22,19 / 100,00  | 0,88    |
|                         | Coligação Democrática Unitária | 1 402  | 18,06 / 100,00  | 0,16    |
|                         | Partido Popular                | 416    | 5,36 / 100,00   | Estável |
|                         | Bloco de Esquerda              | 171    | 2,20 / 100,00   | Novo    |
|                         | PCTP/MRPP                      | 114    | 1,47 / 100,00   | 0,60    |
|                         | Outros                         | 33     | 0,42 / 100,00   |         |
| Votos Inválidos         | Votos Inválidos                | 168    | 2,16 / 100,00   | 0,55    |
| Total                   | Total                          | 7 765  | 100,00 / 100,00 |         |
| Eleitorado/Participação | Eleitorado/Participação        | 14 833 | 52,35 / 100,00  | 14,81   |

| Freguesia                  | %     | %     | %     | %    | %    | %    | Votantes |
| Freguesia                  | PS    | PSD   | CDU   | PP   | BE   | PCTP | Votantes |
| -------------------------- | ----- | ----- | ----- | ---- | ---- | ---- | -------- |
| Monte Gordo                | 48,66 | 16,41 | 24,40 | 4,74 | 1,34 | 1,98 | 1 414    |
| Vila Nova de Cacela        | 57,99 | 22,52 | 9,56  | 5,51 | 1,33 | 0,79 | 1 652    |
| Vila Real de Santo António | 44,52 | 23,81 | 19,13 | 5,49 | 2,77 | 1,55 | 4 699    |
| Vila Real de Santo António | 48,14 | 22,19 | 18,06 | 5,36 | 2,20 | 1,47 | 7 765    |